# Квинт Фабий Барбар Валерий Магн Юлиан
Квинт Фабий Барбар Валерий Магн Юлиан (на латински: Quintus Fabius Barbarus Valerius Magnus Iulianus) е сенатор на Римската империя през 1 век.
Син е на Квинт Фабий Барбар Антоний Мацер (суфектконсул 64 г.).
Император Нерва го прави легат на III Августов легион в Африка. През 99 г. той е суфектконсул заедно с Авъл Цецилий Фаустин.